# Periklas
Periklas, chemisch auch als Magnesiumoxid und umgangssprachlich als Magnesia bekannt, ist ein selten vorkommendes Mineral aus der Mineralklasse der „Oxide und Hydroxide“ mit der chemischen Zusammensetzung MgO. 
Periklas kristallisiert im kubischen Kristallsystem und entwickelt kleine oktaedrische, seltener auch kuboktaedrische oder dodekaedrische Kristalle, kommt aber auch in Form körniger bis massig-derber Mineral-Aggregate vor. In reiner Form ist Periklas farblos und durchsichtig. Durch vielfache Lichtbrechung aufgrund von Gitterbaufehlern oder polykristalliner Ausbildung kann er aber auch durchscheinend grauweiß sein und durch Fremdbeimengungen eine gelbe bis bräunlichgelbe sowie durch Einschlüsse grüne bis schwarze Farbe annehmen.

## Etymologie und Geschichte
Das Mineral wurde erstmals 1841 von Arcangelo Scacchi am Monte Somma in der Nähe des Vesuvs in Italien entdeckt. Es erhielt seinen Namen in Anlehnung an seine perfekt kubische Spaltbarkeit nach dem griechischen περί perí für „um“, „herum“ oder auch „ringsrum“ und klas für „Bruch“.

## Klassifikation
In der veralteten 8. Auflage der Mineralsystematik nach Strunz gehörte der Periklas zur Mineralklasse der „Oxide und Hydroxide“ und dort zur Abteilung „Verbindungen mit M2O und MO“, wo er gemeinsam mit Bunsenit, Calciumoxid, Manganosit, Monteponit und Wüstit sowie im Anhang mit Murdochit in der „Periklas-Reihe“ mit der Systemnummer IV/A.04 steht.
In der zuletzt 2018 überarbeiteten Lapis-Systematik nach Stefan Weiß, die formal auf der alten Systematik von Karl Hugo Strunz in der 8. Auflage basiert, erhielt das Mineral die System- und Mineralnummer IV/A.04-010. Dies entspricht der Klasse der „Oxide und Hydroxide“ und dort der Abteilung „Oxide mit dem Stoffmengenverhältnis Metall : Sauerstoff = 1 : 1 und 2 : 1 (M2O, MO)“, wo Periklas zusammen mit Bunsenit, Calciumoxid, Manganosit, Monteponit, Murdochit, Palladinit und Wüstit die „Periklasgruppe“ mit der Systemnummer IV/A.04 bildet.
Die von der International Mineralogical Association (IMA) zuletzt 2009 aktualisierte 9. Auflage der Strunz’schen Mineralsystematik ordnet den Periklas in die Klasse der „Oxide (Hydroxide, V[5,6]-Vanadate, Arsenite, Antimonite, Bismutite, Sulfite, Selenite, Tellurite, Iodate)“ und dort in die Abteilung „Metall : Sauerstoff = 2 : 1 und 1 : 1“ ein. Hier ist das Mineral in der Unterabteilung „Kation : Anion (M : O) = 1 : 1 (und bis 1 : 1,25); mit nur kleinen bis mittelgroßen Kationen“ zu finden, wo es zusammen mit Bunsenit, Calciumoxid, Manganosit, Monteponit und Wüstit die „Periklasgruppe“ mit der Systemnummer 4.AB.25 bildet.
In der vorwiegend im englischen Sprachraum gebräuchlichen Systematik der Minerale nach Dana hat Periklas die System- und Mineralnummer 04.02.01.01. Das entspricht der Klasse der „Oxide und Hydroxide“ und dort der Abteilung „Oxide“. Hier findet er sich innerhalb der Unterabteilung „Einfache Oxide mit einer Kationenladung von 2+ (AO)“ in der „Periklasgruppe (Isometrisch, Fm3m)“, in der auch Bunsenit, Manganosit, Monteponit, Calciumoxid, Wüstit und Hongquiit eingeordnet sind.

## Kristallstruktur

Kristallstruktur von Periklas

Periklas kristallisiert im kubischen Kristallsystem mit der Raumgruppe Fm3m (Raumgruppen-Nr. 225) mit dem Gitterparameter a = 4,21 Å sowie vier Formeleinheiten pro Elementarzelle (Natriumchloridstruktur). Diese Struktur bleibt bis zu Drücken von mindestens 360 GPa stabil.

## Eigenschaften
Gepulvert ist Periklas in Wasser löslich, dabei entsteht in alkalischer Reaktion Magnesiumhydroxid. 

## Modifikationen und Varietäten

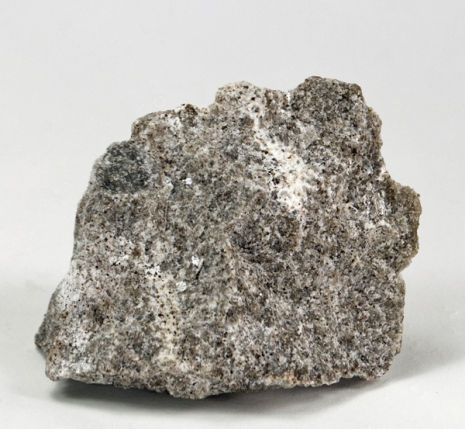
Periklas, Varietät Ferroperiklas aus dem Steinbruch San Vito, Ercolano, Monte Somma, Neapel, Italien (Größe 8,2 cm × 6,4 cm × 2,4 cm)

Mit Ferroperiklas, (Mg,Fe)O, ist eine eisenhaltige Varietät des Periklases bekannt. Künstlicher Periklas wird auch als Lavernit bezeichnet.

## Bildung und Fundorte

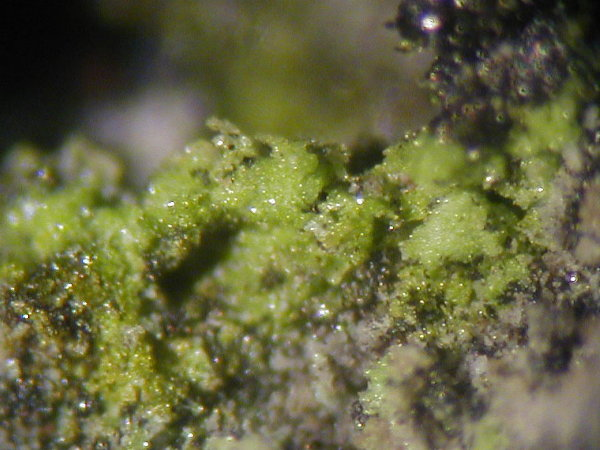
Grüner Nickel-haltiger Periklas mit schwarzem Srebrodolskit aus Ronneburg, Thüringen (Bildbreite 1,5 mm)

Periklas bildet sich durch Metamorphose unter hohen Temperaturen aus magnesiumhaltigen Dolomit und Kalkstein. Es ist je nach Fundort vergesellschaftet mit Forsterit und Magnesit, Brucit, Hydromagnesit und Ellestadit beziehungsweise Fluorellestadit, Kalk, Magnesioferrit, Hämatit, Srebrodolskit und Anhydrit. 
Neben der Typlokalität fand man Periklas unter anderem in Predazzo in Italien, Carlingford in Irland, Broadford und Camas Mòr in Schottland, León in Spanien, dem Mayener Bellerberg in der Eifel (Deutschland), Nordmark und Långban in Schweden, Kopeisk in Russland, Crestmore, Tompstone und Gabbs in den Vereinigten Staaten, Oka in Kanada sowie Cowell in Australien.
Ferroperiklas ist mit einem Volumenanteil von etwa 20 % nach silikatischem Mg-Fe-Perowskit (Mg,Fe)SiO3 die zweitwichtigste Mineralphase des unteren Erdmantels und dort der Hauptspeicher für Eisen; an der 660-km-Diskontinuität findet die Reaktion γ-(Mg,Fe)2[SiO4] ↔ (Mg,Fe)[SiO3] + (Mg,Fe)O statt, durch die γ-Olivin und eine Mischung aus Perowskit und Ferroperiklas ineinander umgewandelt werden. In der Literatur wird diese Mineralphase des unteren Erdmantels oft auch Magnesiowüstit bezeichnet.

## Verwendung
Bei der technischen Verwendung von Periklas bzw. Magnesia wird in Sintermagnesia und Schmelzmagnesia unterschieden, wobei Sintermagnesia in aller Regel in einem Zweistufenprozess zunächst bei etwa 1100 °C im Schachtofen kalziniert und anschließend im Drehrohrofen gesintert wird. Bereits vollständig entsäuerte Magnesia kann dann im Lichtbogenofen geschmolzen werden. Periklas wird rein oder in Verbindung mit anderen feuerfesten Rohstoffen zu Steinen gepresst und in Abhängigkeit von seiner Bindung gebrannt (keramische Bindung) oder getempert (Kohlenstoffbindung). In Verbindung mit Kohlenstoff (Ruß und Graphit) werden Magnesia-Kohlenstoff-Erzeugnisse hergestellt, welche eine wesentliche Bedeutung in der Stahlherstellung haben. Sie sind hoch temperaturbeständig und zeigen eine gute chemische Beständigkeit gegenüber geschmolzenen Eisenlegierungen und basischen Schlacken und sind heute neben Doloma-Kohlenstoffverbindungen der Stand der Technik in Konvertern und Stahlpfannen.
Zusätzlich besitzen reine Magnesiasteine gute Wärmespeichereigenschaften, so dass sie als Speicherkerne unter anderem in Nachtspeicherheizungen und Elektrokaminen verwendet werden.
Wird Magnesit bei niedrigeren Temperaturen bis etwa 800 °C gebrannt, bleibt ein Teil des Kohlenstoffdioxids (CO2) erhalten. Die so entstandene „kaustische Magnesia“ bleibt reaktionsfähig und wird, mit Füllstoffen vermengt, zu „Sorelzement“ verarbeitet und zur Herstellung von feuerfesten Baumaterialien und Isoliermassen verwendet.
Wegen seiner einfachen Kristallstruktur sind die physikalischen Eigenschaften von Periklas sehr intensiv untersucht worden, so dass er ein beliebtes Testmineral z. B. bei der Entwicklung neuer Techniken in der experimentellen Hochdruckphysik ist. Er dient dort auch oft als Referenzmineral zur Druckbestimmung.